# Wojciech Sobieraj
Wojciech Sobieraj (ur. 30 czerwca 1966 w Szczebrzeszynie) – polski ekonomista, przedsiębiorca, założyciel i były prezes Alior Banku i były dyrektor generalny Aion Banku, prezes zarządu spółki technologicznej Vodeno.

## Życiorys
Ukończył studia na Wydziale Handlu Zagranicznego SGPiS (obecnie Szkoła Główna Handlowa) w Warszawie (1990). W 1993 podjął naukę w New York University, Stern School of Business, gdzie w 1995 roku uzyskał dyplom Master of Business Administration.
W latach 1991–1994 był właścicielem firmy Central European Financial Group w Nowym Jorku, zajmującej się analizą rynków kapitałowych Europy Wschodniej. W tym samym okresie zdobył licencję maklera na Wall Street oraz pracował jako asystent w Departamencie Finansów i Operacji na New York University.
Od 1997 do 2002 roku był pracownikiem, menedżerem i partnerem The Boston Consulting Group (BCG) w Bostonie i Londynie oraz jednym z twórców biura BCG w Warszawie. Był również jednym z jego dyrektorów oraz pierwszym Polakiem – partnerem BCG. Specjalizował się w przejęciach i połączeniach, zwłaszcza w sektorze usług finansowych, usługach płatniczych, rynkach kapitałowych i w nowych technologiach.
W latach 2002–2006 obejmował stanowisko wiceprezesa zarządu Banku BPH, gdzie był odpowiedzialny za pion bankowości detalicznej.
Od 2008 do 2017 roku pełnił funkcję prezesa zarządu Alior Banku, który był swego czasu największym europejskim startupem bankowym, który pod koniec 2016 roku zatrudniał ponad 10 000 osób.
W 2015 członek rady nadzorczej Meritum Bank ICB S.A., zakupionego przez Alior Bank w tym samym roku.
W 2018 roku wspólnie z Wojciechem Sassem i grupą innych menedżerów założył Aion Bank, którego był prezesem oraz firmę Vodeno, oferującą usługi banking as a service w całej Europie. Od 2022 roku jest prezesem zarządu spółki Vodeno.

## Nagrody
- 2009 r. – „Gracz Roku 2009” w kategorii finanse[15].
- 2012 r. – „Gracz Roku 2012” w kategorii finanse[16].
- 2013 r. – Laureat „Nagrody Specjalnej” Polskiej Rady Biznesu im. Jana Wejcherta[17].
- 2015 r. – Tytuł „Bankowego menadżera 2015” w konkursie „Najlepszy Bank” Gazety Bankowej[18].
- 2016 r. – Laureat nagrody „Authentic Leadership” przyznanej przez forum liderów biznesu[19].